# Liste der Monuments historiques in Chambors
Die Liste der Monuments historiques in Chambors führt die Monuments historiques in der französischen Gemeinde Chambors auf.

## Liste der Objekte
| Bezeichnung                          | Beschreibung                             | Standort                        | Kennzeichnung | Schutzstatus | Datum | Bild |
| ------------------------------------ | ---------------------------------------- | ------------------------------- | ------------- | ------------ | ----- | ---- |
| Skulptur Christus am Kreuz           | Holz, bemalt, 16. Jahrhundert            | in der Kirche St-Sulpice (Lage) | PM60003480    | Classé       | 2010  |      |
| Zelebrantenstuhl im Stil Louis-seize | Holz, zweite Hälfte des 18. Jahrhunderts | in der Kirche St-Sulpice (Lage) | PM60000477    | Classé       | 1912  |      |